# Тарасевич Леонтій
Лео́нтій Тарасе́вич  (1650 — † близько 1703) — український гравер-мідеритник й офортист школи Олександра Тарасевича кінця 17 — початку 18 ст.

## Докиївський період
Тарасевич навчався у майстерні братів Б. і Ф. Кіліянів в Аугсбурзі, працював у Вільні, Чернігові, звідки їздив 1688 — 1689 до Москви (портрети царівни Софії і Ф. Шакловитого), й (з 1695) у Києві. За докиївського періоду створив: гербові композиції на заголовних сторінок або фронтиспісах книг, призначених знатним шляхетським родинам Речі Посполитої (Тарасевич мав значний вплив на віленську графічну геральдику); ілюстрації до панегіриків вітальних брошур на пошану військових і культурно-освітніх діячів: єп. О. Котовича (1685), київського митрополита Варлаама Ясинського (1688), каноніка С. Боглевського (1691) — всі у стилі бароко; майстерно виконав заголовок віленського «Летургікону» (1692), поєднавши архітектурні елементи з рослинними; портрети: єпископа К. Бжостовського, єпископа Б. Корвіна-Гонсевського, стадюсти Г. Землі, кн. Г. Радзівілла та ін.

## Київський період
За київського періоду Тарасевич виконав ряд ілюстрацій до привітальних видань на пошану Сильвестра Крайського, Федора Захаревського і Бориса Шеремети (Шереметьєва), на яких у 5 мідеритах виступають у синтезі різні жанри граверського мистецтва: портрети, геральдичні, алегоричні й символічні композиції (тут Тарасевич уперше застосував двобічний друк: у заголовку і фронтиспісу).
Комплексний підхід в оформленні книг Тарасевич застосував, ілюструючи «Києво-Печерський Патерик» (1702): 46 мідеритів, які згодом були зразком для наслідування; їх копіювали й перевидавали до 1902. На початку 18 ст. Тарасевич оздобив заголовні сторінки «Псалтиря» (1702 і 1705), «Тріодь Цвітну» (1702), «Євангеліє» (9 ілюстрацій і заголовок, 1703), «Новий Заповіт» (20 ілюстрацій і заголовок), рамку до заголовку мініятюрного «Псалтиря» (1703) та виконав ряд станкових гравюр. До гравюр Тарасевич впровадив сучасний йому типаж, одяг, архітектурні зображення, пейзажні фраґменти тощо.

## Галерея

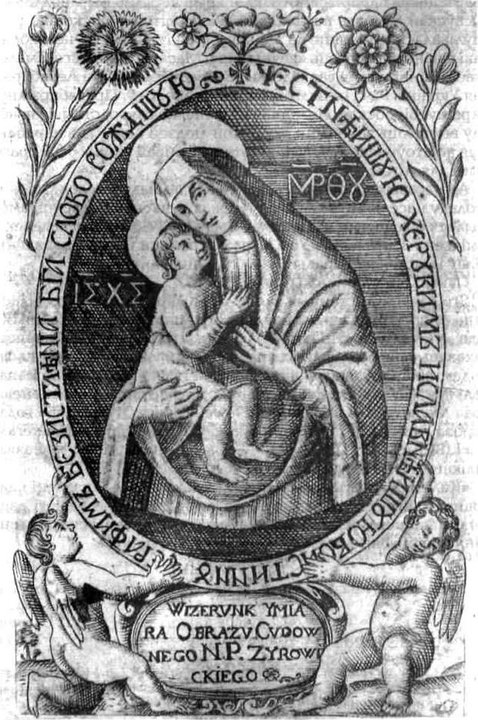
Л. Тарасевич. Ікона Жировицької Богородиці. 1682
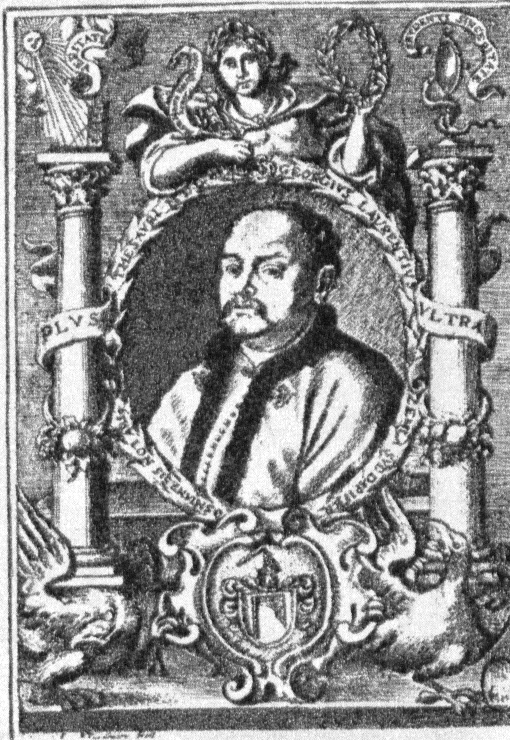
Портрет Ошмянського пристольника Георгія Землі. Мідерит. 1680-і роки